# Колокольня (Кирилло-Белозерский монастырь)
Колокольня Кирилло-Белозерского монастыря (1757—1761 гг.) — последняя колокольня как обособленное строение вне церкви на территории архитектурного комплекса Кирилло-Белозерского монастыря. Построена вологодской артелью во главе с каменщиком Спасо-Прилуцкого монастыря Фёдором Жуковым с 1757 по 1761 года на месте предшествующих её колоколен XVI и XVII веков. Это довольно грузное здание, выдержанное в формах провинциального северно-русского барокко. Отдельно взятое, оно не кажется особенно удачным, однако хорошо вписывается в общий силуэт монастыря. Ещё не изжитые традиции допетровского зодчества, сказавшиеся на рисунке наличников и карнизов, в известной мере связывают архитектурный язык колокольни и других расположенных рядом зданий, не создавая раздражающего контраста.
Под карнизом ещё можно разглядеть надпись о дате постройки.
С юга к колокольне примыкает Церковь Архангела Гавриила, с севера — Церковь Введения во храм Пресвятой Богородицы с трапезной палатой. Под колокольней проходит дорога от Водяных ворот под надвратной церковью Преображения Господня к Успенскому собору. Прямо перед восточным фасадом находится раскрытая мостовая из надгробных плит. Внутри колокольни находится часть выставочного комплекса трапезной палаты. В проходе находятся две кладовые, одна из них используется как торговая точка в летний период.
Колокольня изображена на гравюрах 1720, 1742 и иконе 1741 года, где видна часоводная палата в виде четырёхгранной башни с часами. В переписных книгах 1733 года есть её описание: «Меж колоколной — полатка каменная часоводная, над ней на четырёх столбах каменных шатер, где колокола бьют перечасье, крыт тёсом. По тесу — белым железом. В нём шесть колоколов перечастных».

## Историческое описание
Опись 1733 года: «Меж теплой церковью Введения Пресвятые Богородицы да меж церкви ж Архангела Гавриила две палатки, одна книгохранительная, другая крепостная, каменные, над теми палаты наверху на столбах каменных колокольня».
Опись 1773 года: «Под оною колокольнею проход, по сторонам оного келья да палатка малые... Над оной кельей и палаткою... три палаты... Палата книгохранительная, в неё двери, в дверях щит деревянный на крюках и петлях железных с лица обит жестью, в нем нутряной двоевалишной замок. При оном щите снаружи затвор железный... В оных трех палатах 17 окошек, в них оконницы стекольчатые выкрашены краскою зеленой тверды».
Позднее библиотеку перевели в Сушило.

## Галерея
- Галерея видов колокольни начала XXI века
- Вид с воздуха